# Montalembert
Montalembert è una frazione e comune delegato del comune di Sauzé-entre-Bois, situato nel dipartimento delle Deux-Sèvres nella regione della Nuova Aquitania. In precedenza comune autonomo, il 1º gennaio 2025 è confluito insieme agli ex comuni di Caunay, Pers, Pliboux e Sauzé-Vaussais nel nuovo comune di Sauzé-entre-Bois.

## Società

### Evoluzione demografica
Abitanti censiti